# Haberspoint
Haberspoint ist ein Gemeindeteil der Gemeinde Prutting im Landkreis Rosenheim (Oberbayern, Bayern).
Der Weiler befindet sich zwischen Prutting und dem Hofstätter See. Haberspoint ist mit niederrangigen Straßen an diese beiden Orte angebunden. Haberspoint liegt etwa 50 Kilometer südöstlich der Landeshauptstadt München und sechs Kilometer nordöstlich der Kreisstadt Rosenheim. Der Ort setzt sich aus drei Anwesen mit vier Wohngebäuden zusammen. Im Weiler ist eine Imkerei sowie ein Lehrbienenstand ansässig.